# Afrotrogus madagascariensis
Afrotrogus madagascariensis là một loài tò vò trong họ Ichneumonidae.